# Jemielian Kuprijanow
Jemielian Iwanowicz Kuprijanow (ros. Емельян Иванович Куприянов, ur. 1897, zm. 1966 w Smoleńsku) – funkcjonariusz NKWD (w latach 1939–1945), podpułkownik bezpieczeństwa państwowego (od 9 lipca 1945 roku), deputowany do Rady Najwyższej ZSRR. Jeden z wykonawców zbrodni katyńskiej.
Pochodził z rodziny tkacza. W latach 1918–1921 w Armii Czerwonej. Od 1924 roku członek partii bolszewickiej. W latach 20. i 30. XX wieku początkowo robotnik, a następnie pracownik aparatu partyjnego i sekretarz partyjny w terenowych organach Inspekcji Robotniczo-Chłopskiej. Od 1939 roku w NKWD w stopniu kapitana bezpieczeństwa państwowego. W latach 1939–1941 szef Obwodowego Zarządu NKWD w Smoleńsku, gdzie w 1940 roku sprawował nadzór nad rozstrzeliwaniem polskich jeńców wojennych z obozu w Kozielsku. W latach 1941–1945 pracował w systemie Gułagu i obozach jenieckich NKWD. 10 marca 1945 roku zwolniony do rezerwy. Następnie pracował jako urzędnik i dyrektor kombinatu zbożowego w Smoleńsku.
Odznaczony Orderem „Znak Honoru” i dwoma medalami.